# James William Carling
James William Carling (31 de dezembro de 1857 - 9 de julho de 1887) foi um artista de calçada de Liverpool, Inglaterra. 
Em Chicago, aos 23 anos, participou de um concurso da Harper's Magazine para ilustrar uma edição especial do poema O Corvo de Edgar Allan Poe. Ele não teve sucesso, perdendo a concessão para Gustave Doré, mas ganhou renome póstumo por essas pinturas, que agora estão expostas no Museu Edgar Allan Poe em Richmond, Virgínia.

## Biografia

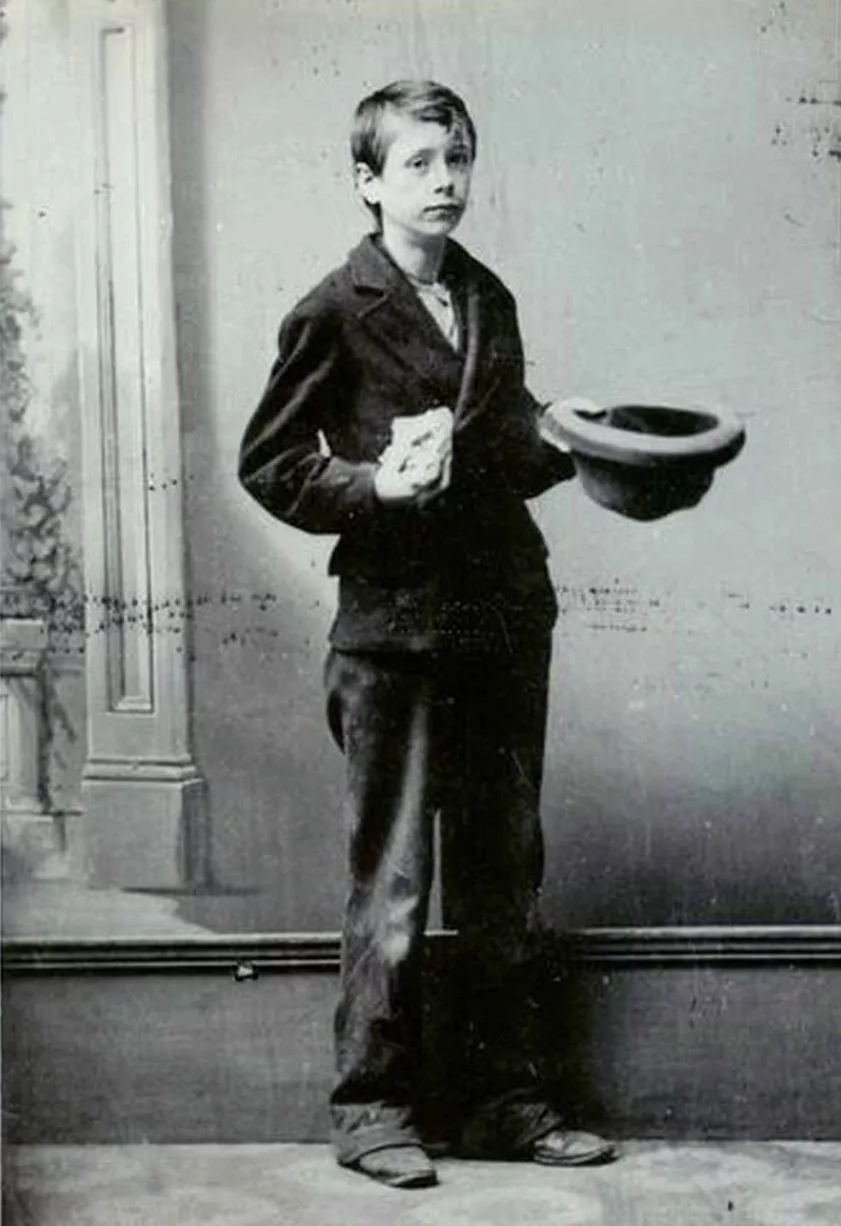
Foto de James Carling como artista de rua aos 14 anos

Carling nasceu em 31 de dezembro de 1857 na Addison Street, nº 38, Liverpool. Seus pais, Henry e Rose, se casaram em Roscommon, Irlanda. O sobrenome original de seu pai era Carolan, anglicizado para Carling após sua emigração para a Inglaterra, depois de ser despejado durante a Fome Irlandesa. O nome de solteira de sua mãe era Lynch. Sua mãe morreu quando ele tinha apenas 6 anos. Seu pai morreu 4 anos após a morte de sua mãe. Desde tenra idade, James era conhecido como o "pequeno desenhista" ou "o pequeno rabiscador a giz" ("the little chalker") e usava as calçadas das ruas de Liverpool para sua arte e para pedir dinheiro. Ele frequentou a Holy Cross School em Fontenoy Street. Depois de ser preso por um policial na véspera de Natal de 1865 e passar uma semana em uma casa de trabalho, foi enviado para a Escola Industrial Católica Romana de St George em Everton, Liverpool.

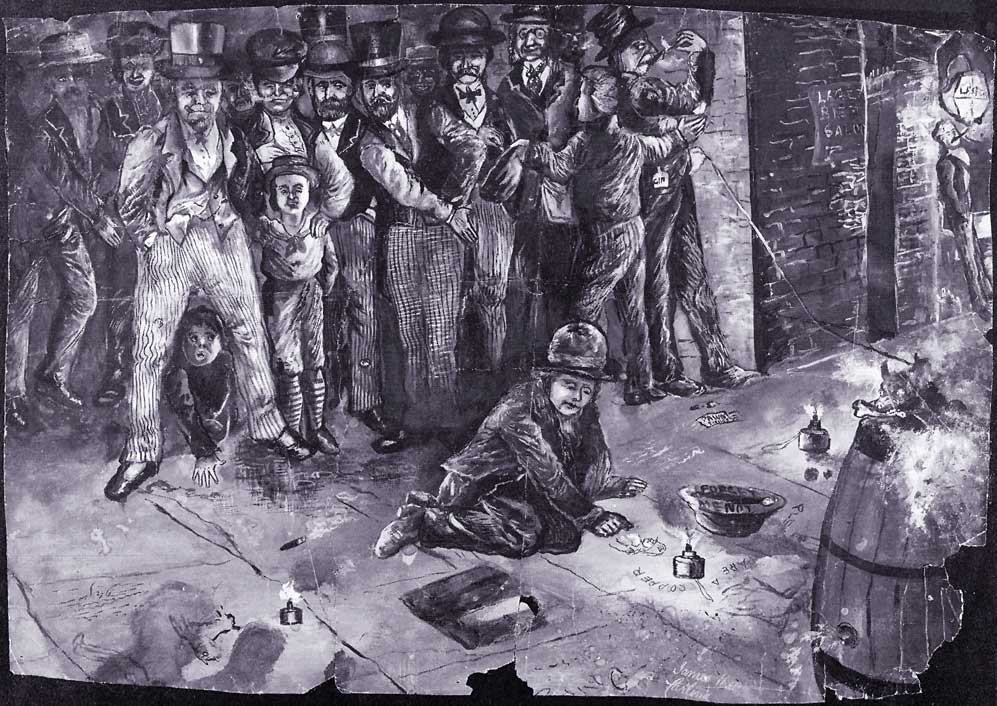
Autorretrato de James Carling como uma criança artista de calçada, c. 1880.

Durante essa internação, recebeu treino em desenho e desenvolveu amor pela literatura. Após sua saída, retornou às ruas de Liverpool junto a seus irmãos e continuou o seu ofício de desenhista de calçada por gorjetas.
Depois de deixar a escola industrial em 1871, ele viajou para a América para se juntar a seu irmão mais velho, Henry, e tentar se tornar um artista tão bem-sucedido quanto ele. James e Henry abriram um estúdio de retrato; no entanto James continuou como artista de rua desenhando em calçadas, até ser notado por um gerente de Vaudeville, que o contratou como um caricaturista de chalk talk no palco. Em um caderno de notas, James registrou as apresentações artísticas que recebia em anúncios dos shows, como a de que era "o mais rápido desenhista do mundo". Em 1878, anunciaria junto a seu irmão Henry a Carling and Bro. Portrait Artists, ficando por 2 anos em Nova Iorque até se mudarem para Chicago. As criações artísticas de Henry receberam diversos prêmios. Eventualmente, os irmãos Carling fundaram uma escola de arte.

### O Corvo
James era um ávido leitor e também compunha poemas e músicas. Orgulhava-se de ser descendente de Turlough O'Carolan, para ele o mais famoso dos bardos irlandeses; Carling também se chamava "o último dos bardos". Em 1884, escreveu o livro Scientific and Poetical Works of the Last of the Hereditary Bards and Skalds, em que exalta a poesia como sendo criação de gênio e afirma que o único grande poeta dos Estados Unidos foi Edgar Allan Poe, ressaltando a ancestralidade irlandesa deste. Carling considerava-se o único a compreender a genialidade de Poe. A cunhada de James, a Senhora Henry Carling, afirma que a personalidade de Carling se assemelhava em muitos traços à de Poe. Ela conta que Carling pintava dia e noite as ilustrações ao poema O Corvo, iniciando por volta de 1882, e tentou levá-las à Harpers & Brothers para a publicação. A editora, porém, recusou-as, pois já haviam aceitado a obra de outro artista, Gustave Doré.

No total, Carling produziu 43 pinturas para a obra. Essa série foi sua obra prima. Provavelmente após ter acesso à edição de 1883 publicada pela Harper's com ilustrações de Doré, Carling ficou decidido em ultrapassá-las em quantidade e qualidade. Ele escreveu em suas memórias:
"Em relação a "O Corvo", tenho "sonhos que nenhum mortal jamais ousou sonhar antes". Além de Doré, ilustrei "O Corvo". Nossas ideias são tão amplas quanto os polos. As de Doré são lindas; há uma beleza tranquila neles incomum para Doré. As minhas são mais tempestuosas, selvagens e estranhas; elas são horríveis; reproduzi a mentalidade e o fantasma. Nenhuma das ideias foi desenhada antes. Sinto que Poe teria dito que fui fiel à sua ideia do "Corvo", pois segui seu significado tão de perto que me fundi em sua individualidade. A série será mais numerosa que a de Doré".
Elas são consideradas inovadoras em comparação aos ilustradores anteriores, enfatizando uma dimensão psicológica, imaginativa e emocional maior, incluindo interpretações esotéricas de Carling que enfocavam determinadas palavras ou apresentavam elementos que não se encontram na trama.
James Carling voltou a Liverpool em 1887 com a intenção de promover sua arte e carreira. Ele adoeceu e foi internado no Liverpool Workhouse em 17 de junho de 1887. Faleceu em 9 de julho de 1887 aos 29 anos e foi enterrado em um túmulo de indigente não identificado no Cemitério Walton Park devido ao fato de não haver nenhuma informação conhecida de parentes próximos dele. Seu atestado de óbito aponta como causa da morte "cirrose do fígado".
Em 1930, seu irmão Henry expôs 20 das pinturas em seu próprio estúdio, às quais a audiência respondeu favoravelmente. A filha de Henry, Stella Carling, gostaria de vendê-las a uma instituição que as preservasse, e a partir de 1935 enviou cartas ao Museu Poe em Richmond. O lote total chegou a ser ofertado por 1500 dólares. Devido às dificuldades financeiras dos colaboradores do museu e à quantia arrecadada abaixo da esperada em eventos, a curadora do museu, Mary Gavin Traylor, conseguiu comprá-las por 500 dólares em 1936. Mais ilustrações foram encontradas por Stella e também compradas pelo museu.
Foram estreadas em exposição no Museu Poe em 1936 durante a Semana Memorial de Poe. Elas continuaram sendo exibidas por 6 décadas na The Raven Room, até serem removidas e guardadas devido a deterioração.
Ao longo dos séculos XX e XXI, James Carling ganhou gradativamente reconhecimento, com séries de suas pinturas e reproduções sendo exibidas e divulgadas. Em 2010, a galeria Carling foi inaugurada em Liverpool para expor as obras dos irmãos. A vida e os tempos de Carling são celebrados anualmente em sua cidade natal, Liverpool, Inglaterra, com a James Carling International Pavement Art Competition. Ela ocorre na Bold Street, a mesma rua onde, como diz James Carling, "eu não só não conseguia desenhar naquela rua, como também não conseguia andar nela".

## Galeria

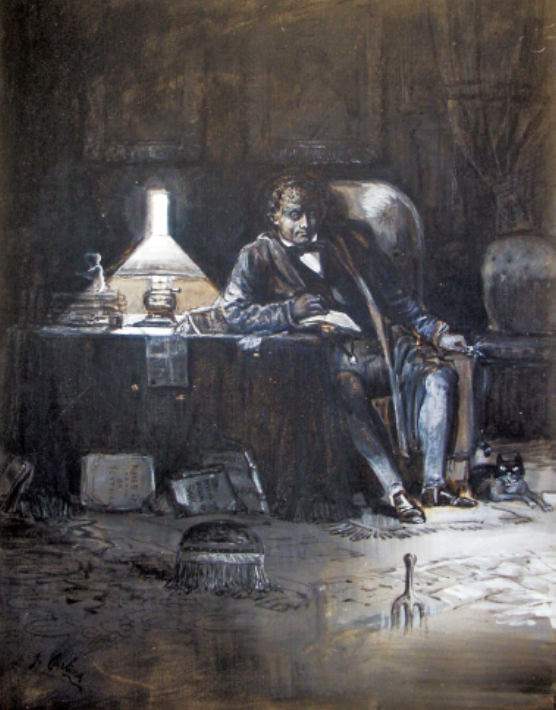
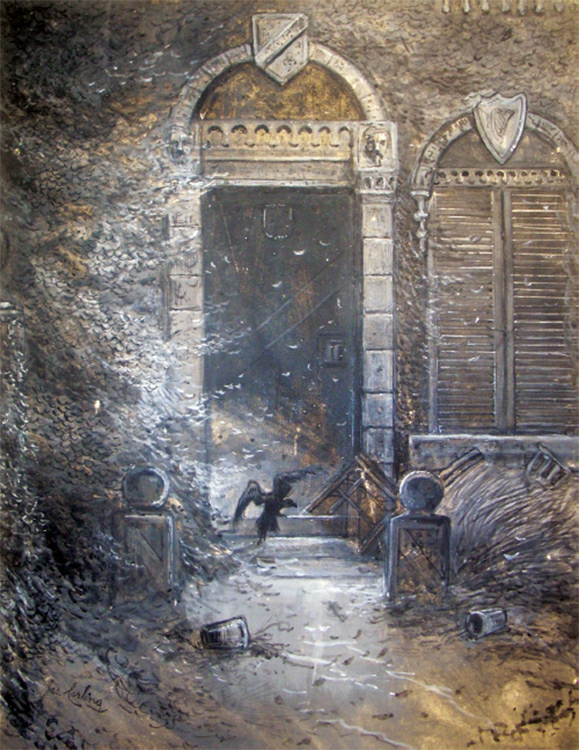
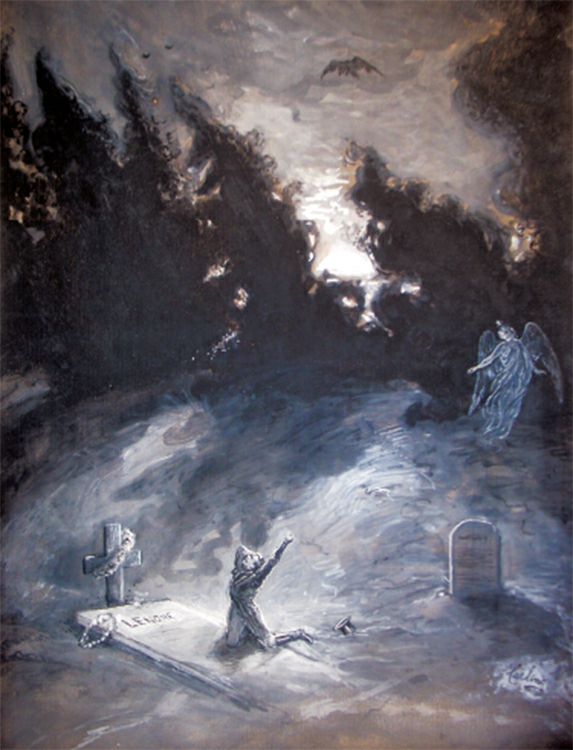
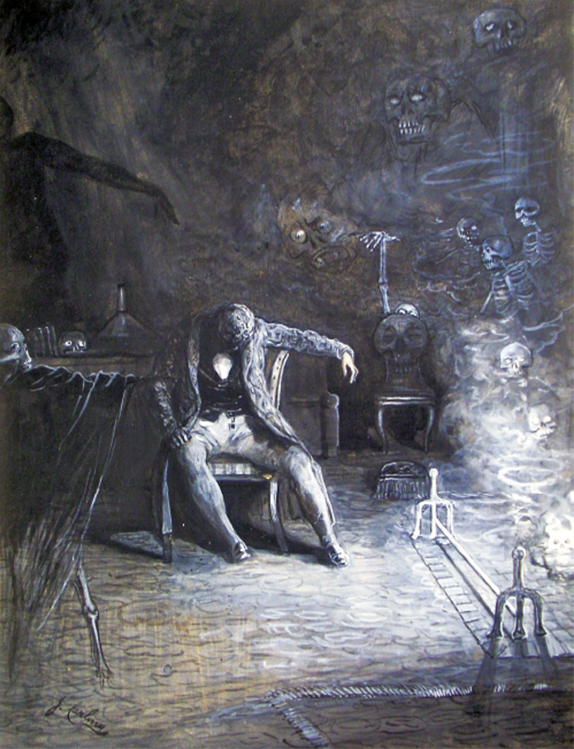
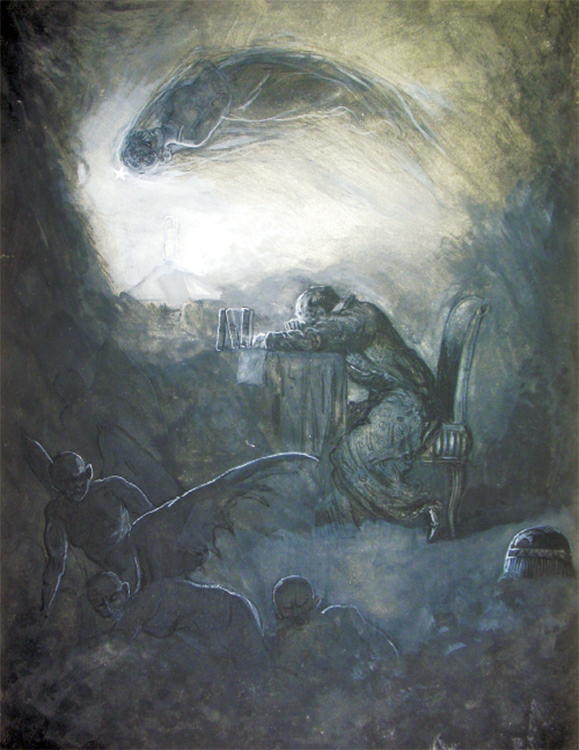
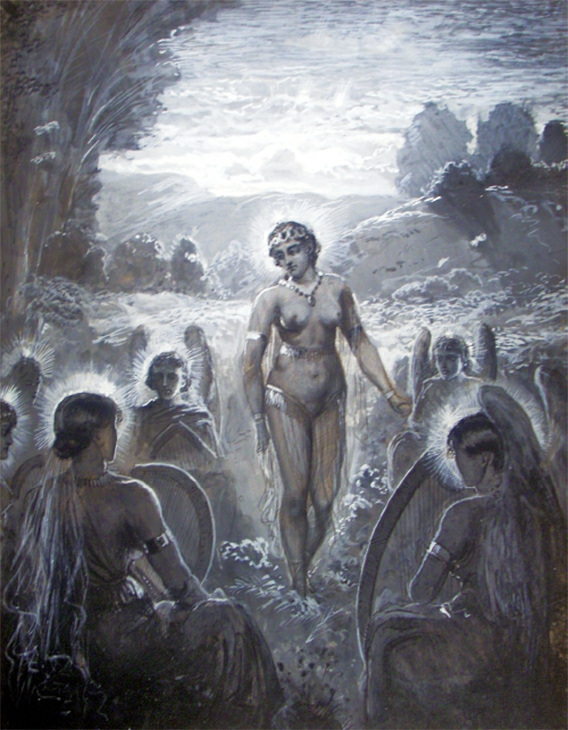
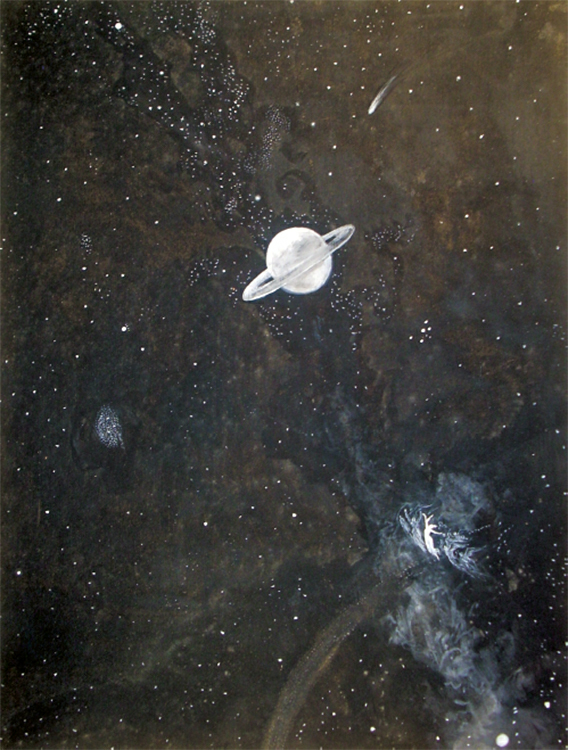
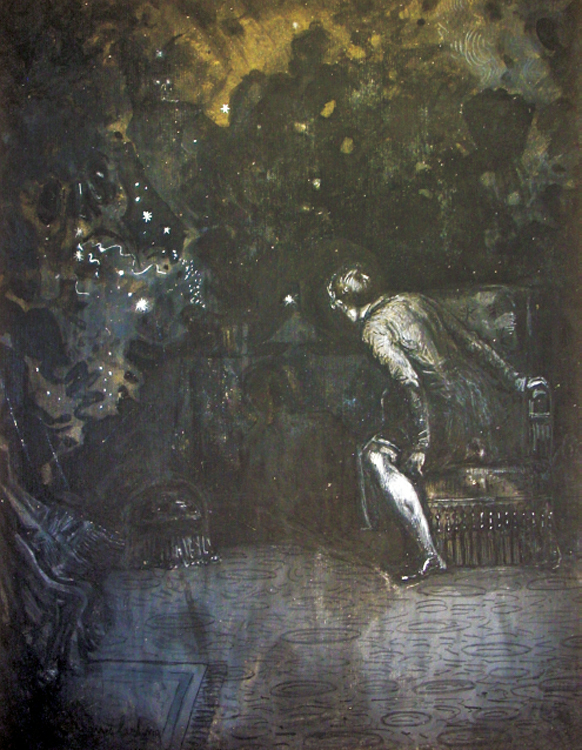
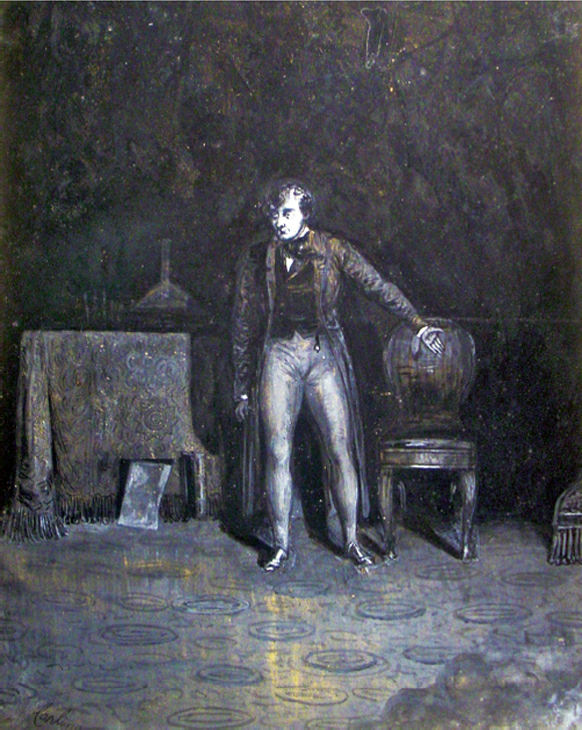
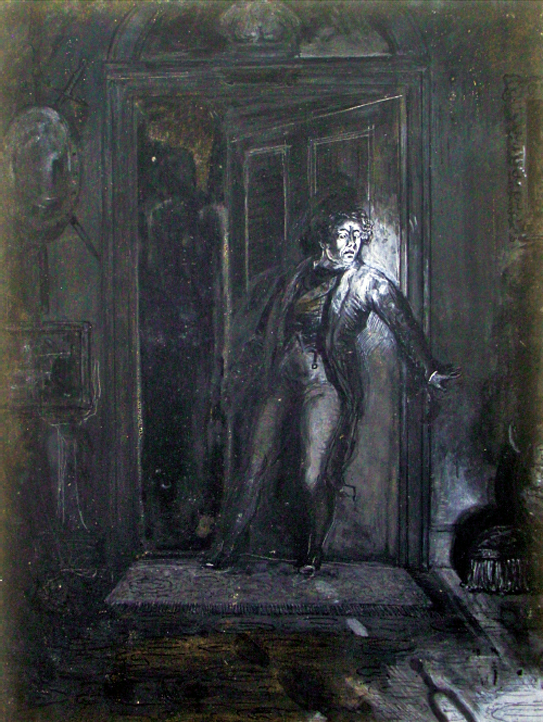
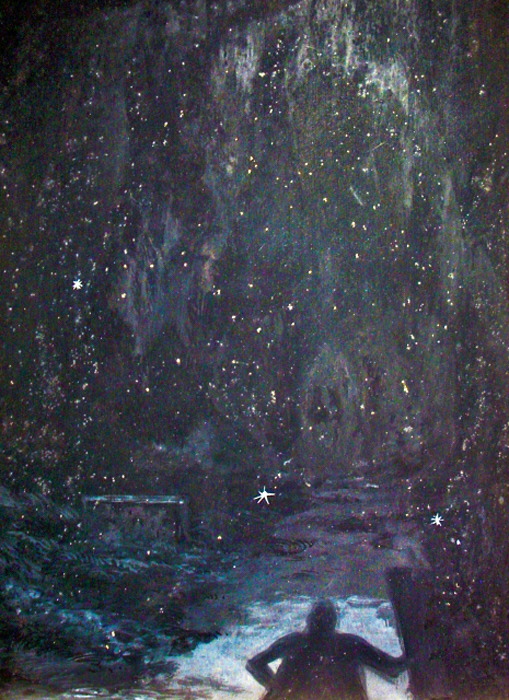
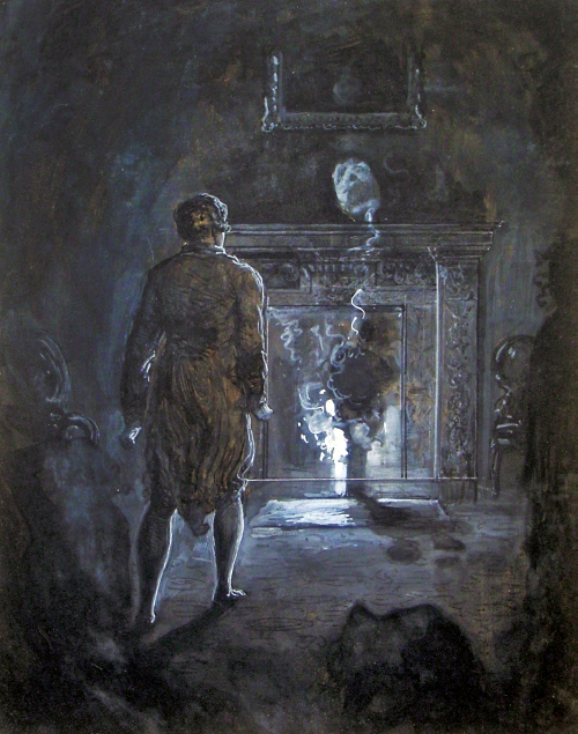
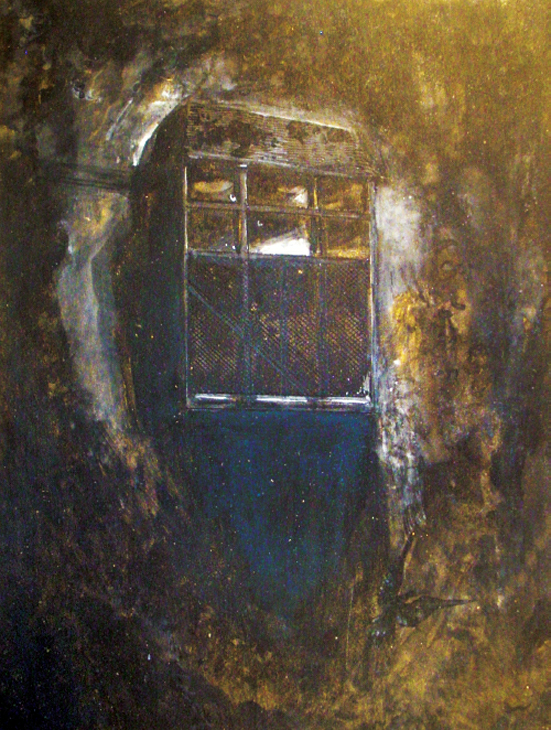
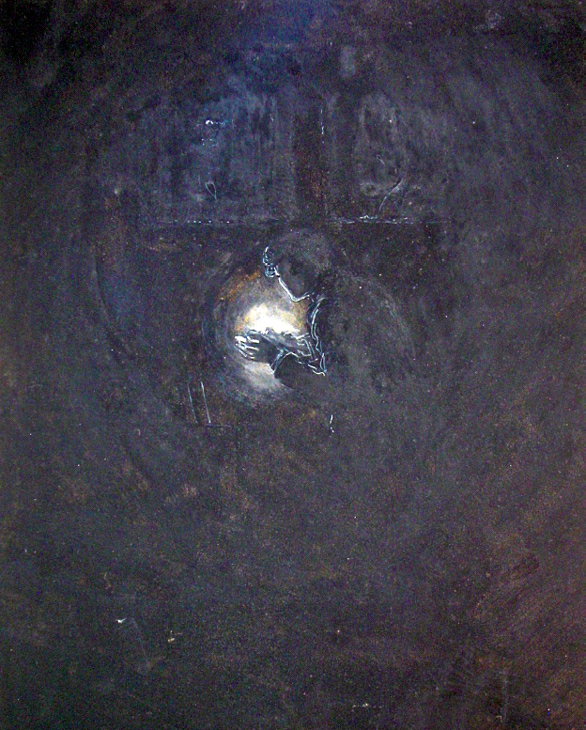
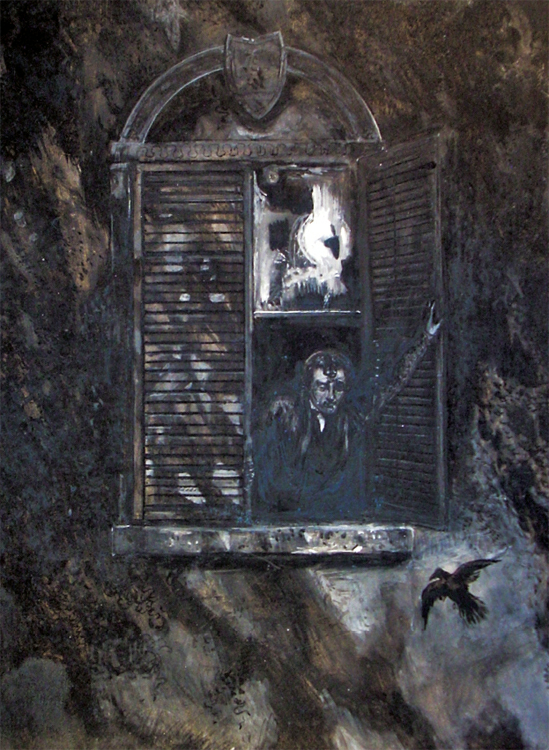
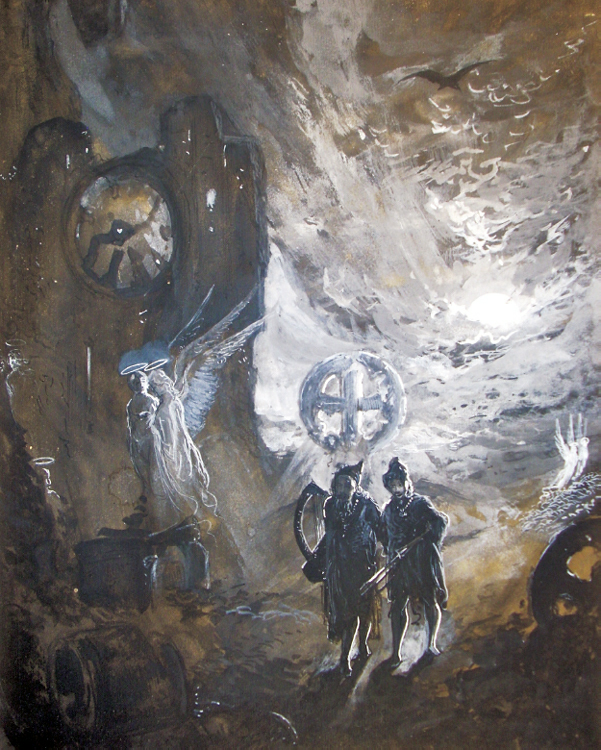
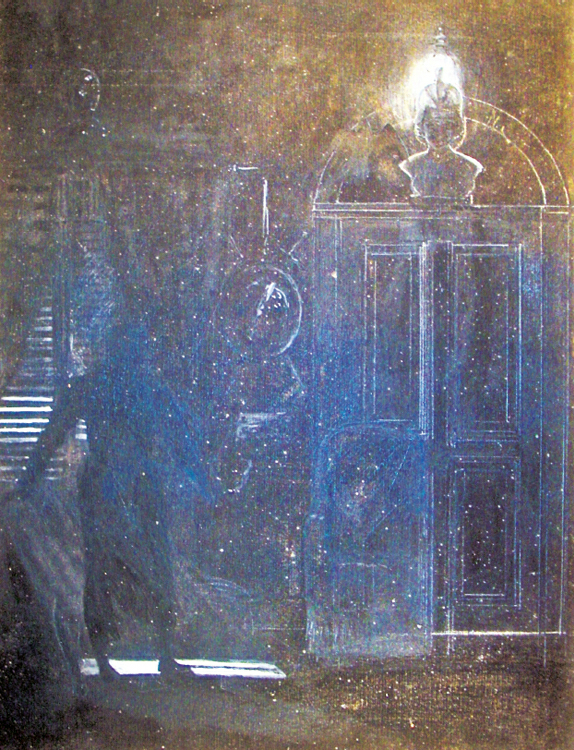
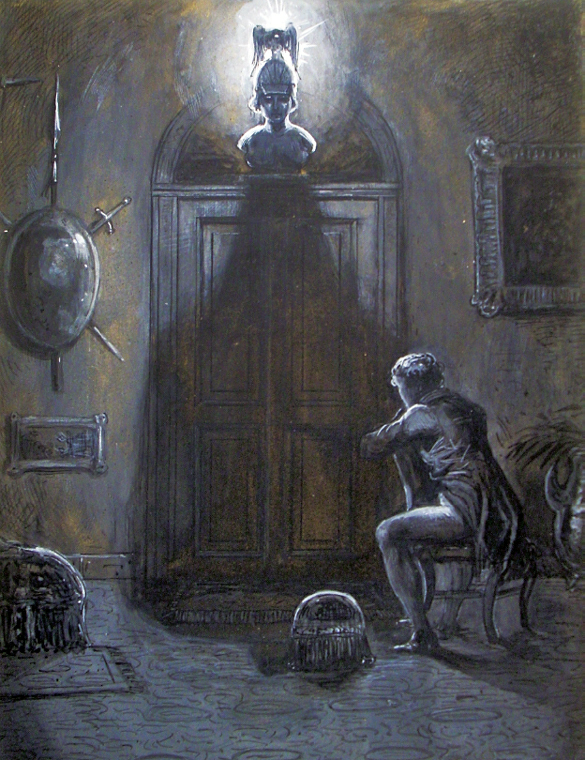
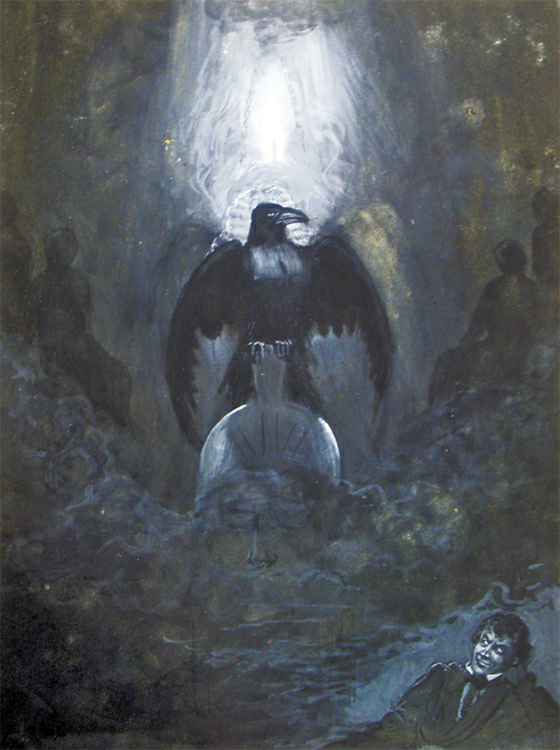
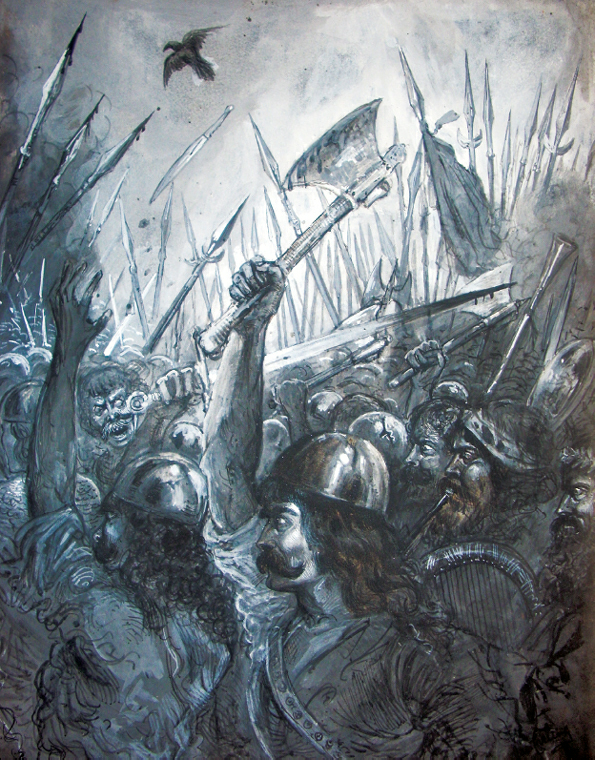
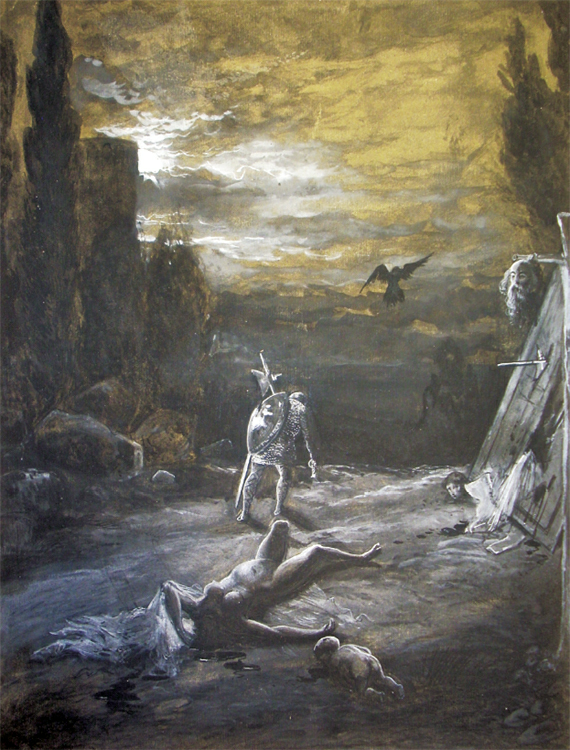
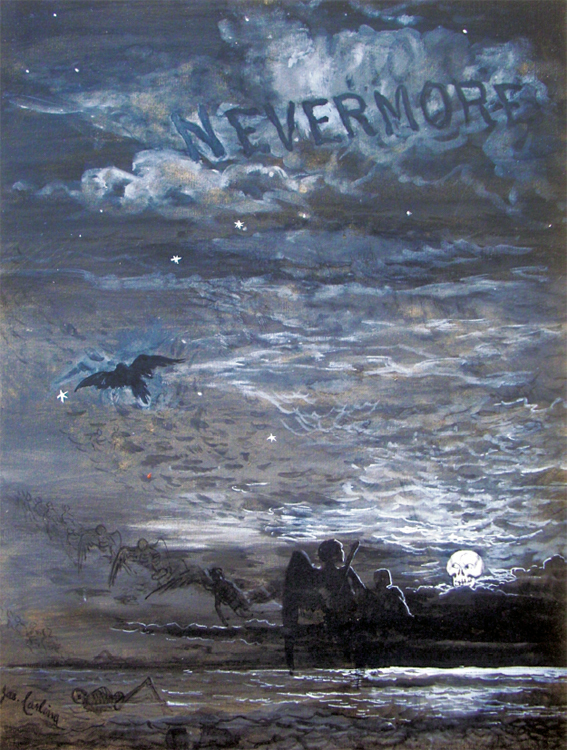
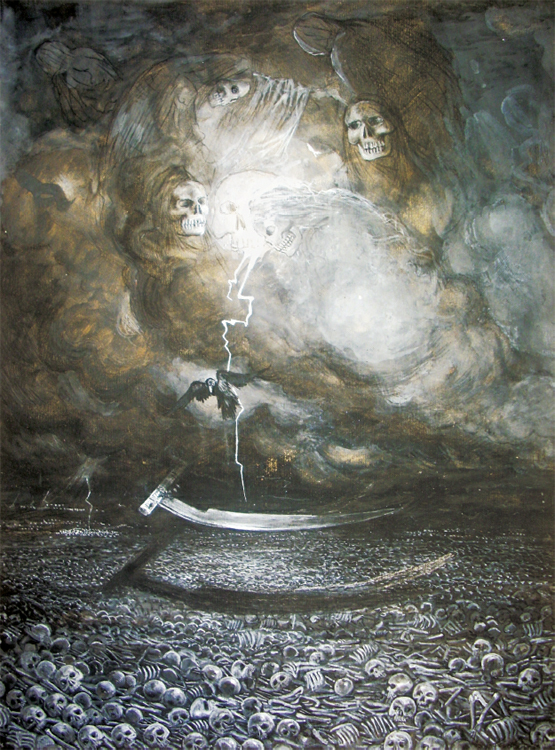
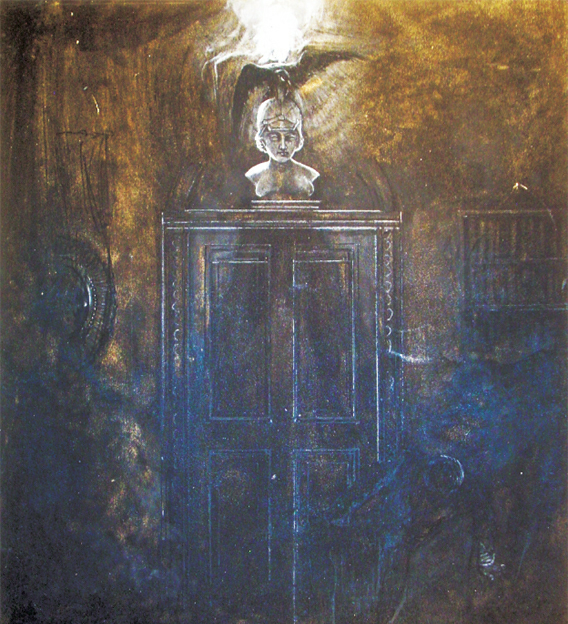
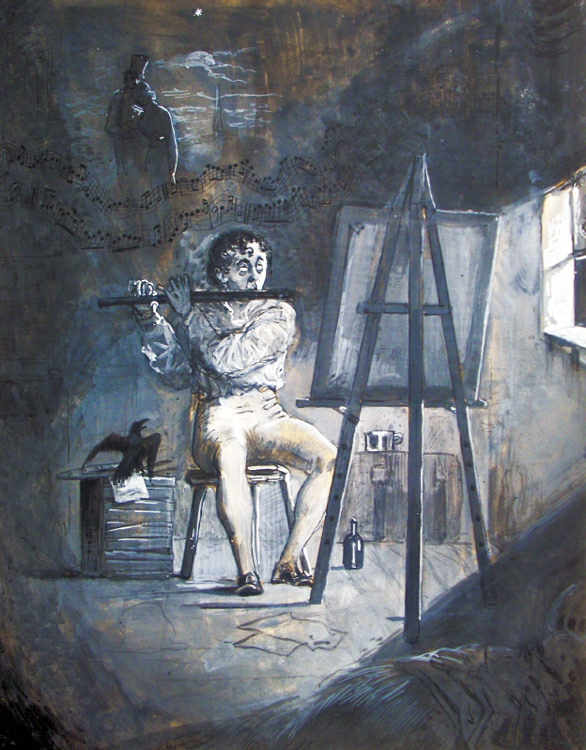
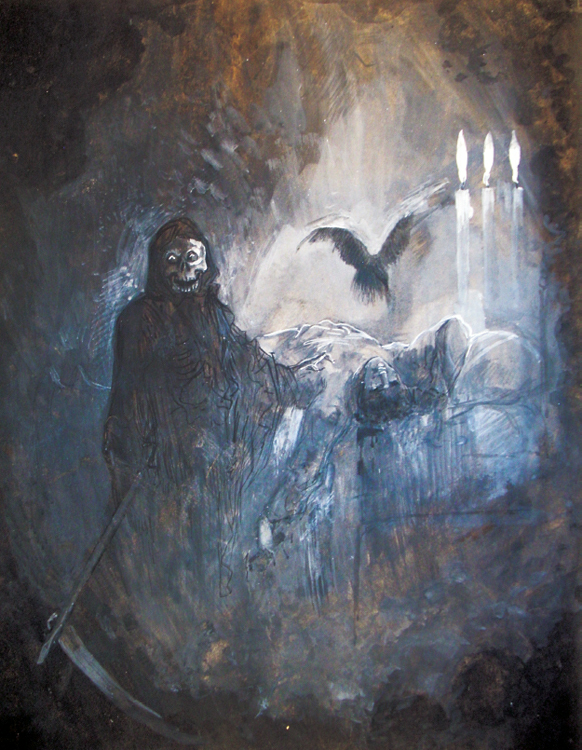
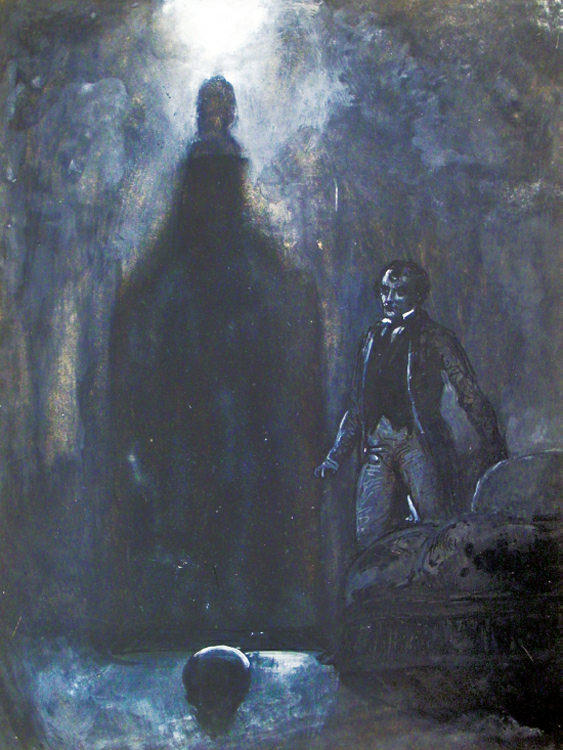
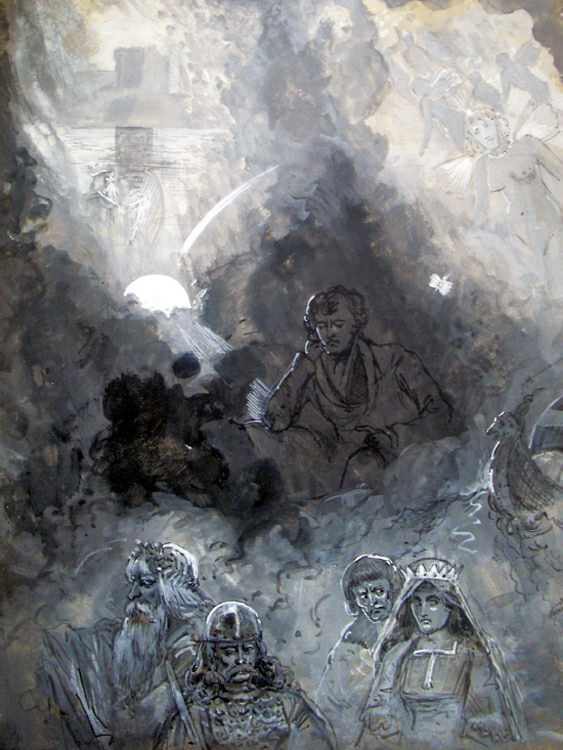
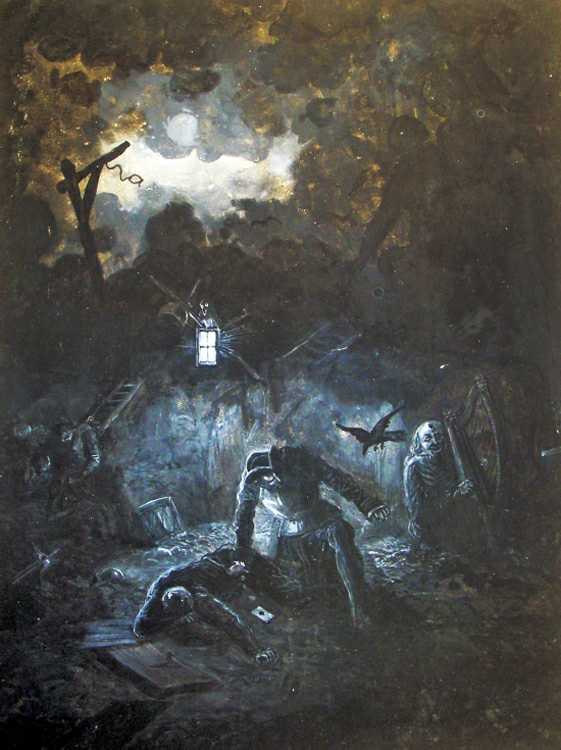
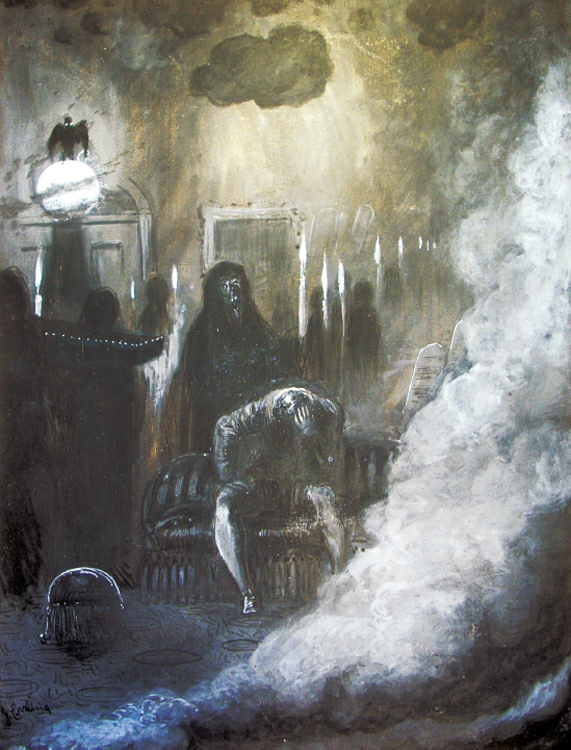
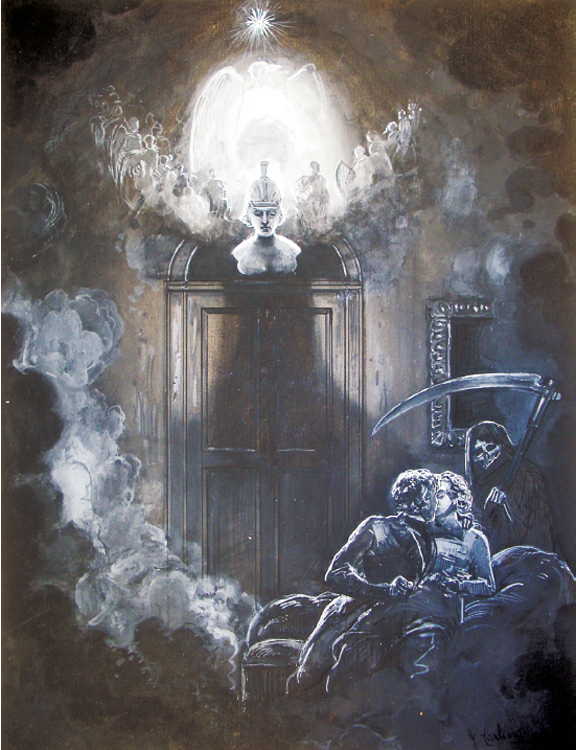
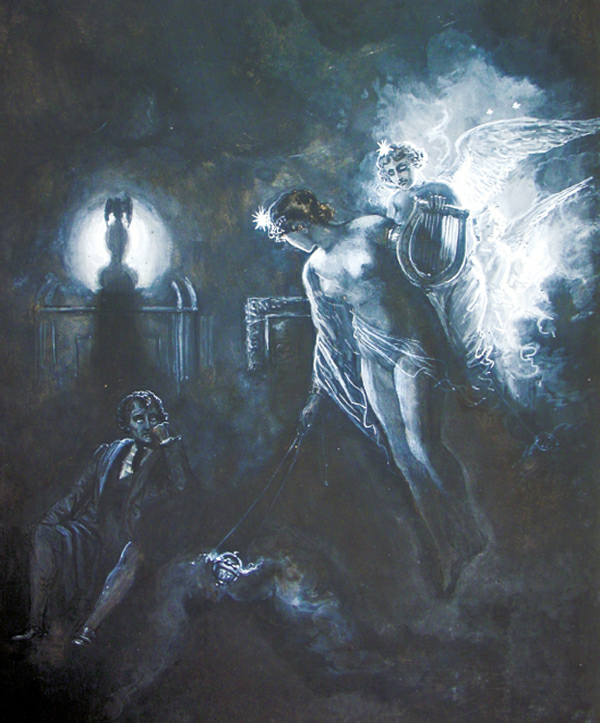
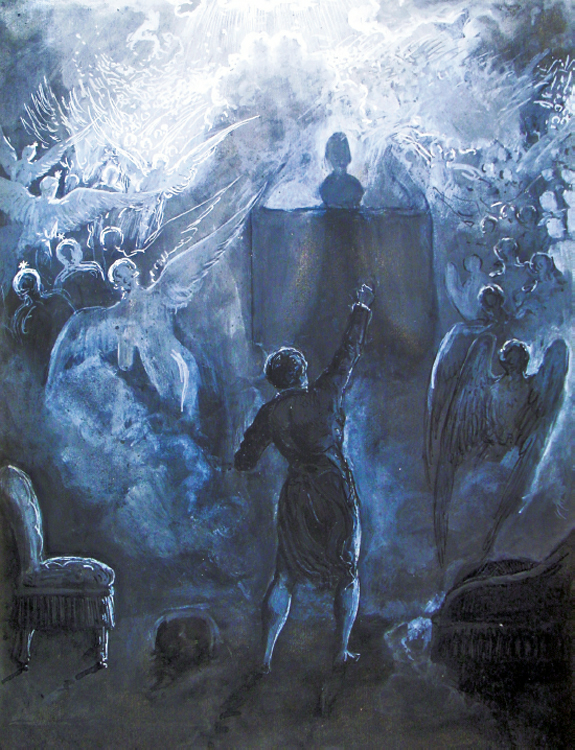
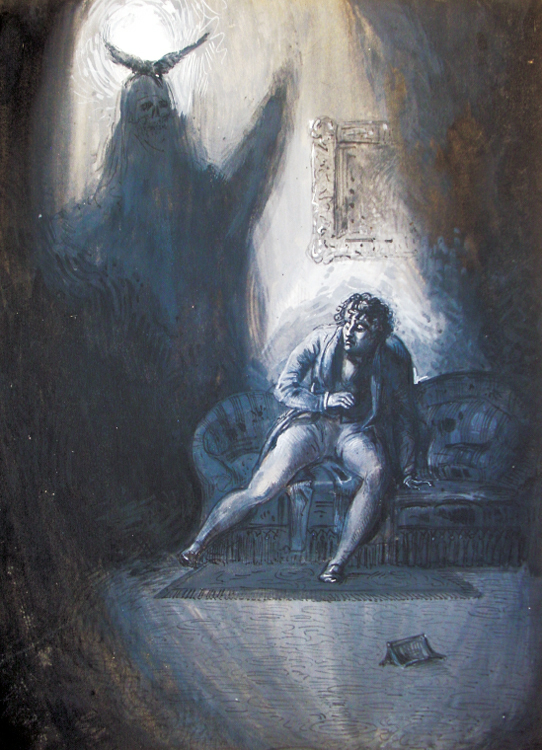
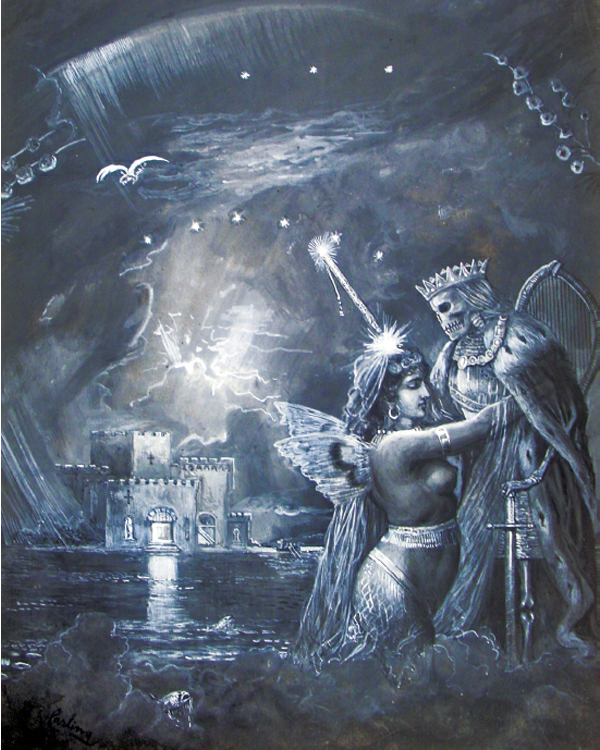
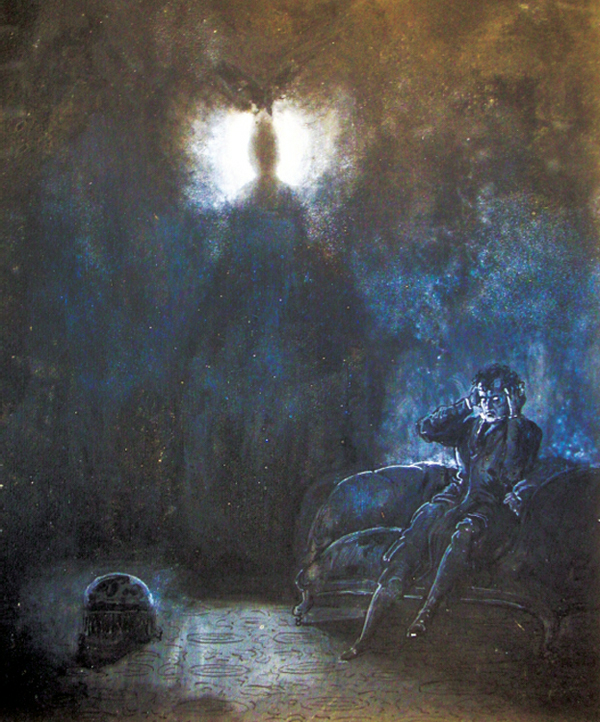
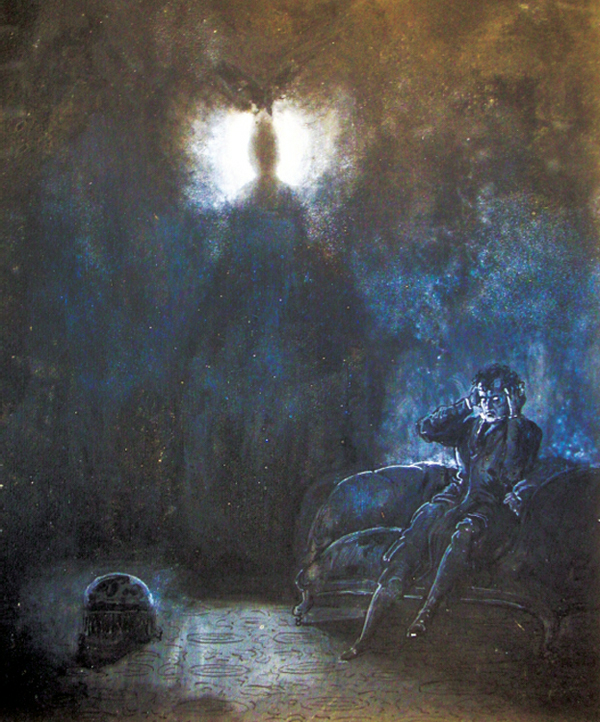
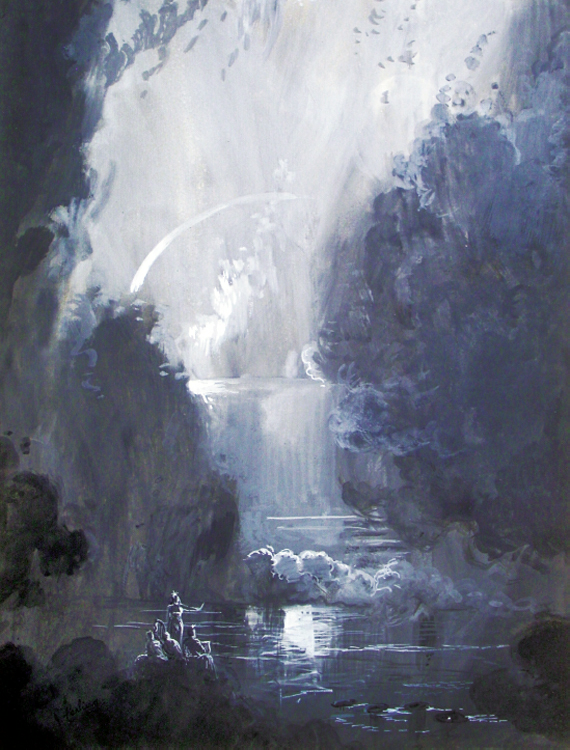
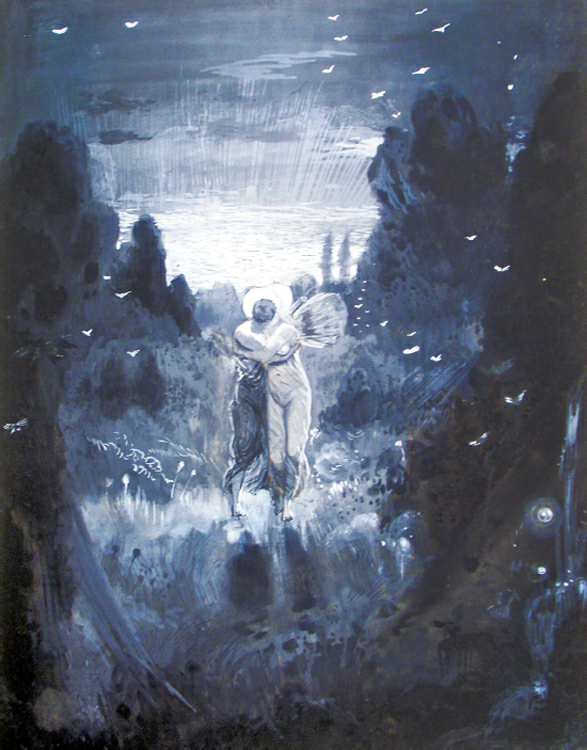
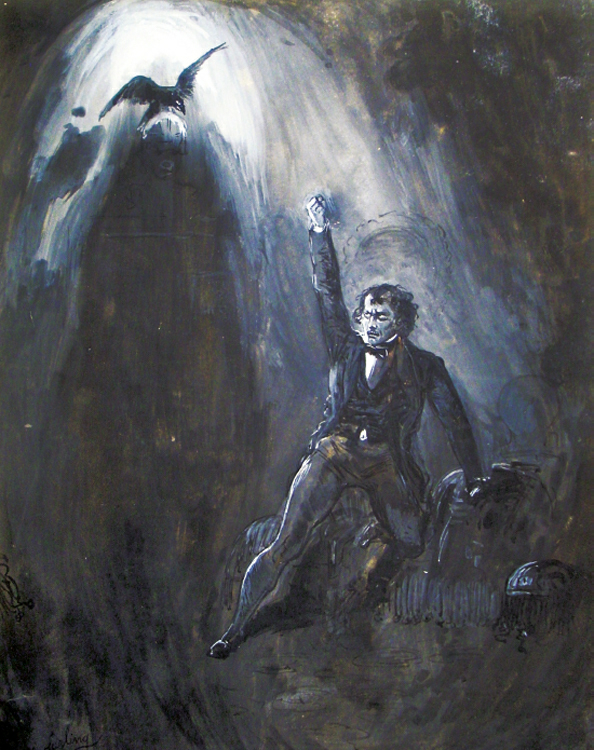
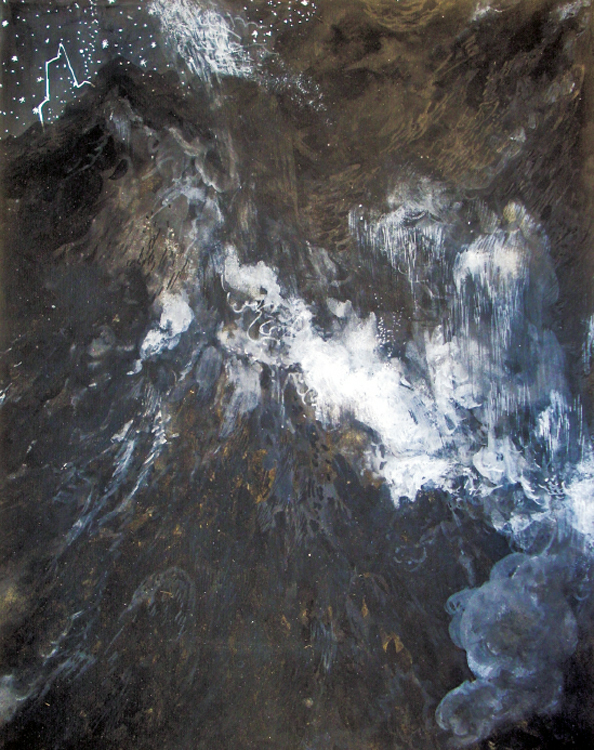
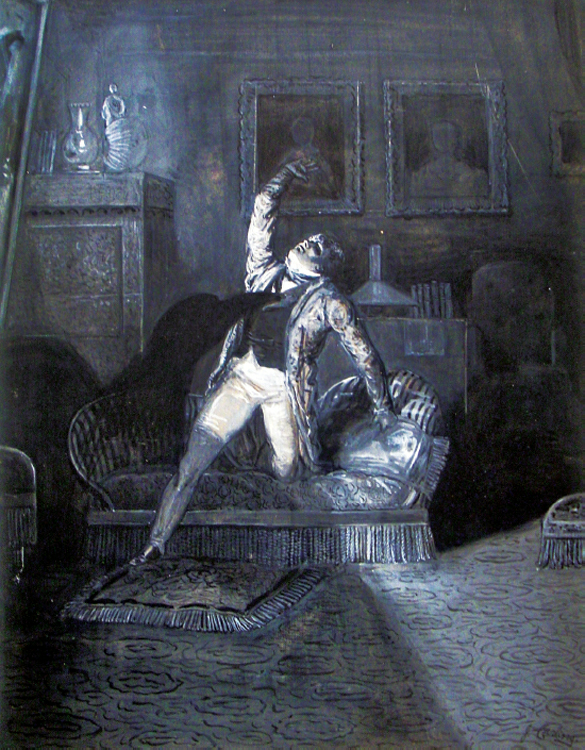
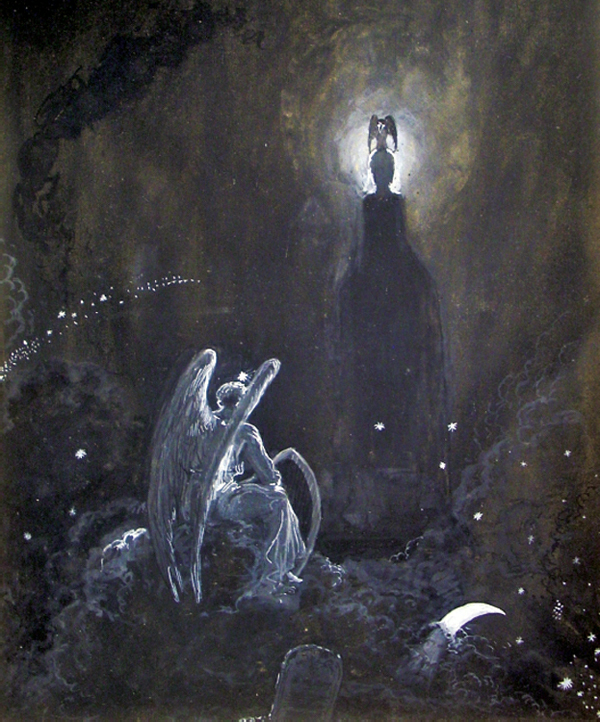
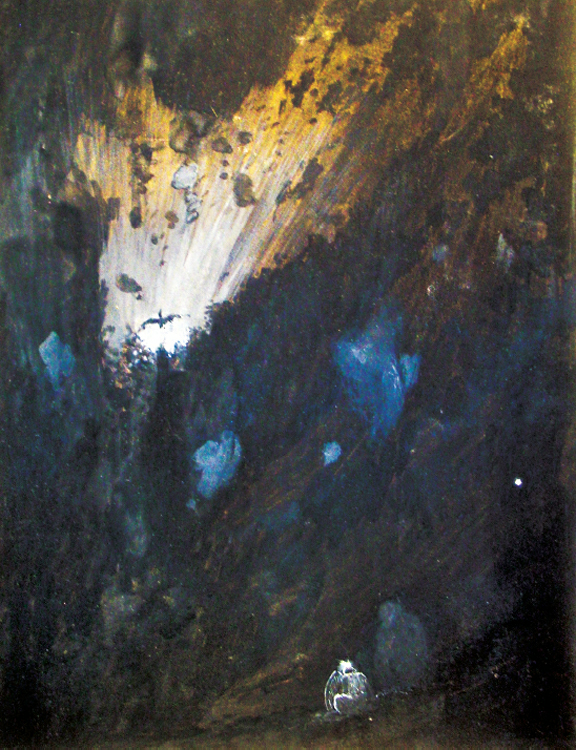

## Citações
De sua autobiografia não publicada:
"As pessoas propensas a olhar para a superfície (e mesmo os melhores juízes de caráter, os observadores mais perspicazes nunca veem a vida abaixo das classes mais baixas quando ocupam um ou dois nichos acima da classe sobre a qual procuram ouvir) estão em total ignorância sobre as vidas desesperadas das crianças esfarrapadas ao seu redor. Eles imaginam, porque seu sotaque é rude e seus hábitos são típicos do boxeador, que sua pobreza e negligência pessoal são atribuíveis à sua ignorância inata e à sua depravação natural—mas deixe um deles afirmar que não é sua vulgaridade. Refine e tonifique o garoto turbulento, dê a ele as chances que seus delicados aristocratas têm, e o garoto que mergulha a cabeça na lama por centavos não apenas é igual a seus descendentes normandos, mas pela lei do mais apto e do governo do futuro, seu superior tanto na teoria quanto na prática, e eu sei disso!

Infelizmente para eles, eles não têm campeões; ninguém jamais sacou a espada em defesa do prodígio em farrapos. Seu cérebro se desenvolve em uma máscara de ferro, sem espaço nem exibição para o gênio atingido pela pobreza. Outros com mentes inferiores usurpam o lugar da nobreza natural e os filhos brilhantes das ruas isolados em uma terra onde os talentos são sufocados, afundam como o sol na sombra da pobreza e do crime.

No entanto, eles serão ouvidos mais adiante. Esta narrativa—uma voz ainda pequena, pode anunciar os trovões de uma raça futura e eu lanço este livro como uma garrafa velha sobre as águas—para ser lida quando eu me for, quando tiver me preocupado com minha hora ocupada e não for mais visto."